# Drežnica, Kobarid
Drežnica este o localitate din comuna Kobarid, Slovenia, cu o populație de 256 de locuitori.